# Плавание на летних Олимпийских играх 1904 — 100 ярдов на спине
Соревнования по плаванию на 100 ярдов на спине среди мужчин на летних Олимпийских играх 1904 прошли 6 сентября. Приняли участие шесть спортсменов из двух стран.

## Призёры
| Золото                | Серебро                | Бронза                  |
| Вальтер Брак Германия | Георг Гоффман Германия | Георг Цахариас Германия |

## Соревнование
| Место | Спортсмен            | Результат  |
| ----- | -------------------- | ---------- |
| 1     | Вальтер Брак (GER)   | 1:16,8     |
| 2     | Георг Гоффман (GER)  | Неизвестен |
| 3     | Георг Цахариас (GER) | Неизвестен |
| 4     | Уильям Ортвейн (USA) | Неизвестен |
| 5-6   | Эдвин Суотек (USA)   | Неизвестен |
| 5-6   | Дэвид Хеммонд (USA)  | Неизвестен |